# World Cup Carnival
World Cup Carnival é um videogame de futebol para as plataformas Amstrad CPC, Commodore 64 e ZX Spectrum. Este é o primeiro jogo da franquia da Copa do Mundo FIFA, baseado na edição de 1986 do torneio.

## Desenvolvimento
O jogo é basicamente o mesmo título anterior da Artic, World Cup Football, porém com os itens oficiais da Copa do Mundo FIFA de 1986 licenciados. Embora a licença tenha sido obtida com tempo de sobra e cuidadosamente planejada, problemas internos prejudicaram o desenvolvimento do projeto ao ponto de não poder ser concluído em uma data comercialmente útil..
Com o início do mundial se aproximando, a U.S. Gold resolveu adquirir os direitos de um jogo mais antigo, World Cup Football, reformando-o com o itens licenciados e comercializando-o com um novo título. Entretanto, este esforço final foi recebido com cinismo de todos na indústria do videogame: os jogadores, os varejistas e os revisores da mesma forma, iniciando uma tendência de jogos baseados em licenças de futebol sendo classificados como "abaixo do esperado".

## Opções de jogo
Enquanto a versão de ZX Spectrum conta com todas as 24 seleções classificadas para o torneio, apenas 10 equipes estão disponíveis nas versões de Amstrad CPC e Commodore 64, onde, assim como na versão de ZX Spectrum, estão disponíveis apenas 8 para o jogador controlar. Um modo de treino que inclui disputas de pênalti em todas as três versões, assim como cada partida tem a duração de três minutos, não sendo possível customizar certas opções, como mudar formações, táticas de jogo, entre outras que viriam a ser comuns em posteriores títulos do gênero.